# 艾迪生 (緬因州)
艾迪生（英語：Addison）是一個位於美國緬因州華盛頓縣的鎮。

## 人口
根據2020年美國人口普查的數據，艾迪生的面積為260.22平方千米，當中陸地面積為109.92平方千米，而水域面積為150.30平方千米。當地共有人口1148人，而人口密度為每平方千米4人。